# تپه دوپا خسرو
تپه دوپا خسرو مربوط به سده‌های میانه دوران‌های تاریخی پس از اسلام است و در شهرستان قروه، بخش ئیلاق، دهستان ییلاق شمالی، ۵۰۰ متری جنوب غربی روستای محمدآباد خرزه واقع شده و این اثر در تاریخ ۶ اسفند ۱۳۸۵ با شمارهٔ ثبت ۱۷۴۴۸ به‌عنوان یکی از آثار ملی ایران به ثبت رسیده است.